# Dromsetjärnen
Dromsetjärnen är en sjö i Strömstads kommun i Bohuslän och ingår i Strömsån-Enningdalsälvens kustområde. Sjön är 6,5 meter djup, har en yta på 0,198 kvadratkilometer och är belägen 87,1 meter över havet.

## Delavrinningsområde
Dromsetjärnen ingår i det delavrinningsområde (655070-124863) som SMHI kallar för Mynnar i havet. Medelhöjden är 99 meter över havet och ytan är 12,18 kvadratkilometer. Det finns inga avrinningsområden uppströms utan avrinningsområdet är högsta punkten. Avrinningsområdets utflöde Krokstrandsbäcken mynnar i havet. Avrinningsområdet består mestadels av skog (72 procent) och öppen mark (11 procent). Avrinningsområdet har 0,91 kvadratkilometer vattenytor vilket ger det en sjöprocent på 7,4 procent.